# William H. Sproul

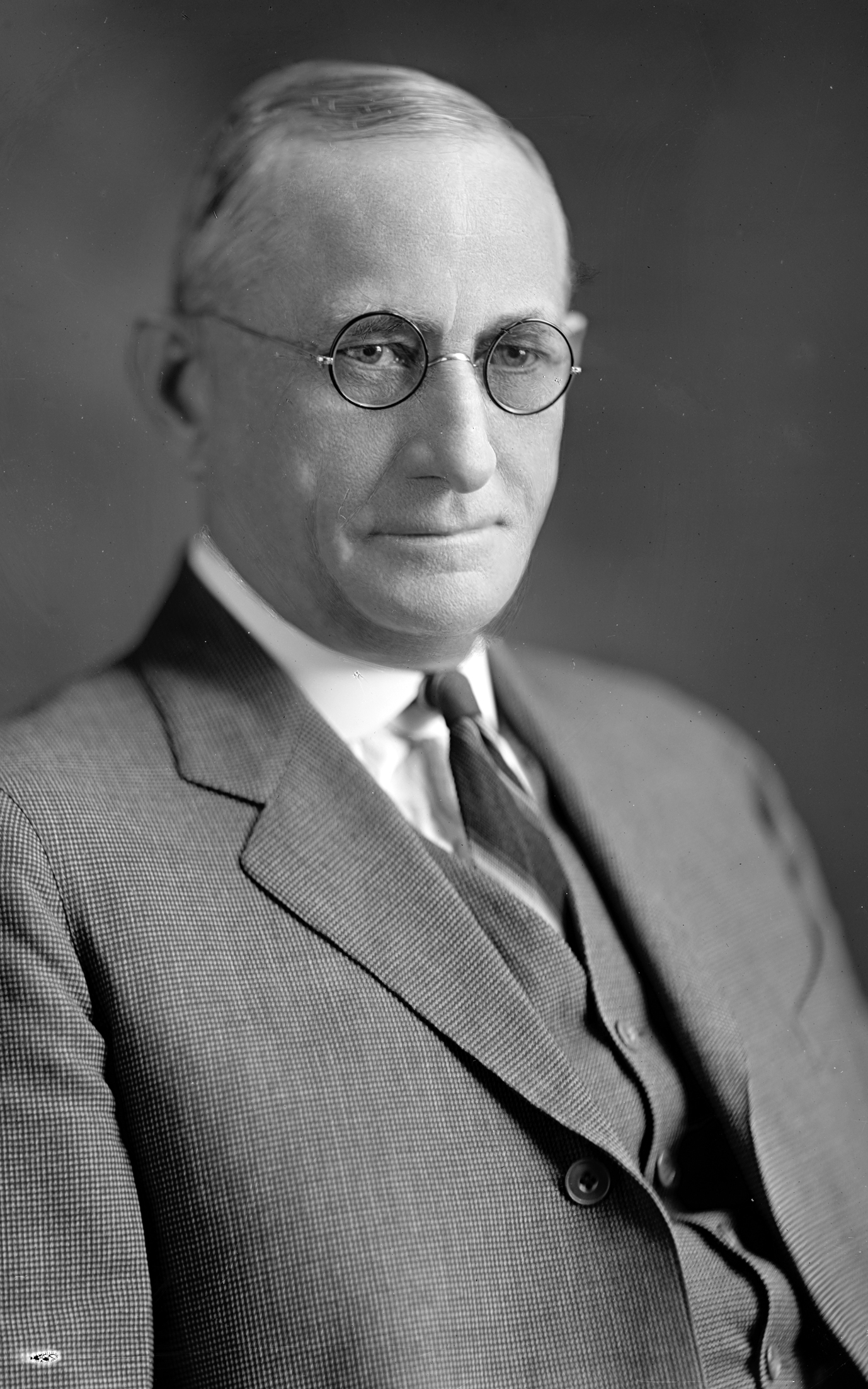
William H. Sproul

William Henry Sproul (* 14. Oktober 1867 bei Livingston, Overton County, Tennessee; † 27. Dezember 1932 in Kansas City, Missouri) war ein US-amerikanischer Politiker. Zwischen 1923 und 1931 vertrat er den dritten Wahlbezirk des Bundesstaates Kansas im US-Repräsentantenhaus.

## Werdegang
William Sproul besuchte die öffentlichen Schulen seiner Heimat. Im Jahr 1883 kam er mit seinen Eltern in das Cherokee County in Kansas. Er arbeitete auf einer Farm und in Bergwerken. Außerdem besuchte er in Columbus die High School sowie das Kansas Normal College in Fort Scott. Zwischen 1888 und 1892 war er Lehrer in Columbus. Nach einem Jurastudium an der Kansas State University und seiner im Jahr 1894 erfolgten Zulassung als Rechtsanwalt begann er in Sedan in seinem neuen Beruf zu praktizieren.
Sproul war Mitglied der Republikanischen Partei. Von 1897 bis 1901 war er Bezirksstaatsanwalt im Chautauqua County. Zwischen 1921 und 1923 war er Bürgermeister der Stadt Sedan. Zwischenzeitlich war er in der Landwirtschaft, vor allem in der Viehzucht, tätig. Außerdem begann er sich für das Öl- und Gasgeschäft zu interessieren. 1922 wurde er im dritten Distrikt von Kansas in das US-Repräsentantenhaus in Washington, D.C. gewählt. Dort trat er am 4. März 1923 die Nachfolge von Philip P. Campbell an. Nach drei Wiederwahlen konnte er bis zum 3. März 1931 vier Legislaturperioden im Kongress absolvieren. Von 1929 bis 1931 war er Vorsitzender des Bergbauausschusses. Seine letzte Amtszeit im Kongress war von den Ereignissen der Weltwirtschaftskrise überschattet.
Im Jahr 1930 verzichtete Sproul auf eine weitere Kandidatur. Stattdessen bewarb er sich erfolglos für die Nominierung seiner Partei für die Senatswahlen. Danach nahm er seine früheren Tätigkeiten wieder auf. William Sproul starb im Dezember 1932 in einem Krankenhaus in Kansas City.